# Porphyrinia imperialis
Porphyrinia imperialis är en fjärilsart som beskrevs av Karl Schawerda 1918. Porphyrinia imperialis ingår i släktet Porphyrinia och familjen nattflyn. Inga underarter finns listade i Catalogue of Life.